# Batalla de San Jacinto (1856)
Para el Monumento Histórico y Memorial Nacional «Casa Hacienda San Jacinto», véase Hacienda San Jacinto
La Batalla de San Jacinto fue una batalla ocurrida el domingo 14 de septiembre de 1856 como parte de la Guerra Nacional en la hacienda San Jacinto, en el actual departamento de Managua, Nicaragua, a 42 kilómetros al noreste de la capital Managua, en la que 160 efectivos de las fuerzas patriotas del Ejército del Septentrión (de los cuales 60 eran flecheros indígenas de Yucul, departamento de Matagalpa), encabezados por el coronel José Dolores Estrada Vado derrotaron a 300 filibusteros enviados por el estadounidense William Walker, comandados por Byron Cole, quien murió 2 días después (el 16 de septiembre) en la hacienda "San Ildefonso" –20 kilómetros al sur– al filo de machete, pues se había perdido durante la desbandada. En esta hacienda un sabanero le descargó dos machetazos en la cabeza.
Como hecho anecdótico, se dice que este combate es la única batalla en el mundo que se ha ganado por el uso de una estampida de caballos, pues el ataque a retaguardia ordenado por Estrada causó un tropel de potros que provocó la huida de los filibusteros al creer que llegaban refuerzos para los nicaragüenses.
El sabio francés Élisée Reclus la llamó el "Maratón de América", rememorando la batalla de Maratón, ocurrida en 490 antes de Cristo a 42 kilómetros de Atenas, Grecia, en la que los griegos, dirigidos por Milcíades el Joven, derrotaron a los persas de Darío I.
Durante la batalla se destacó el sargento primero Andrés Castro Estrada al derribar de una pedrada mortal a un filibustero dentro del corral de madera, hecho destacado en primer plano en el cuadro La pedrada de Andrés Castro o La Batalla de San Jacinto hecho en 1964 por el pintor chileno Luis Vergara Ahumada, y en el parte oficial de Estrada. Durante el combate este empleó su ingenio y como estratagema militar le ordenó al capitán Liberato Cisne, al teniente José Siero y al subteniente Juan Fonseca, junto con sus escuadras integradas por 17 soldados atacar la retaguardia de los filibusteros; al atacar a estos dispararon sus fusiles y gritando ¡Viva Martínez! ¡Viva  Nicaragua! cargaron a la bayoneta, provocaron la estampida de sus caballos, los cuales bajaron desde el cerro cercano en tropel, arreados hacia la retaguardia de los filibusteros por el teniente coronel Patricio Centeno y un oficial de apellido Flores (según el testimonio posterior del teniente José Siero). Creyendo que llegaban refuerzos, los filibusteros huyeron con rumbo hacia Tipitapa (con varios heridos que murieron después), a las 11 de la mañana tras 4 horas de combate, donde explotaron el puente sobre el río Tipitapa; la iglesia colonial de esta villa fue profanada por los filibusteros al robarse los vasos sagrados.

## Antecedentes de la batalla

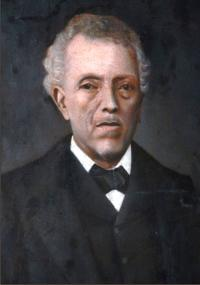
Retrato de José Dolores Estrada Vado.

Los filibusteros de William Walker, instalados en la ciudad de Granada, se abastecían de carne en las haciendas de ganado ubicadas al norte y al este del Lago Xolotlán, las cuales estaban en el departamento de Granada (el cual lo formaban los actuales departamentos de Granada, Masaya, Carazo y Managua), hasta 1875 se creó el departamento de Managua. 
El 29 de agosto de 1856 (según el testimonio del capitán Carlos Alegría) un grupo de 100 legitimistas al mando del Coronel José Dolores Estrada Vado salió de Matagalpa, por órdenes del General Tomás Martínez, para impedir que los filibusteros robaran el ganado (cometían el delito de abigeato) llegando a la hacienda "San Jacinto"" ese mismo día por la tarde. Esta le pertenecía a don Miguel Bolaños, tatarabuelo del ex Presidente de Nicaragua Enrique Bolaños Geyer (2002-2007). 
El 5 de septiembre, al amanecer, llegó un escuadrón de rifleros a caballo para atacar la hacienda en una escaramuza. Iban dirigidos por el Coronel Edmund McDonald, junto con el Capitán William P. Jarvis. Los legitimistas, armados con fusiles de chispa, rechazaron el ataque de los filibusteros, teniendo estos 6 muertos y varios heridos, entre ellos Jarvis resultó herido mortalmente. Los patriotas tuvieron un muerto y 3 heridos. William Walker escribió en el capítulo 9 de su libro “La guerra en Nicaragua” que eran 40 jinetes los atacantes; el teniente Alejandro Eva dice en su testimonio escrito en 1889 que era 60 y Estrada, que menciona que eran más de 120 filibusteros, escribió ese mismo día el siguiente Parte Oficial:

Parte oficial del combate del día 5 de septiembre
Matagalpa, 7 de septiembre de 1856.
Sr. Ministro de la Guerra del Gobierno Constitucional.
Del General en Jefe del Ejército Libertador de la República.
El señor Comandante expedicionario sobre Tipitapa me dice lo que copio:
¨Señor General en Jefe del Ejército Libertador D.U.L. [Dios-Unión-Libertad] San Jacinto, 5 de septiembre de 1856. Del Comandante de la División de Operaciones. 
Al amanecer del día de hoy atacado el enemigo en número de más de ciento veinte hombres, según los informes tomados guerrillas que desplegaron y terreno que ocuparon. El ala derecha nuestra fue el blanco de sus tiros y su objeto principal, parapetándose en el pequeño monte del abra; pero después de dos horas y media de un fuego muy nutrido en que fue preciso contener con espada en mano a nuestros soldados dentro del limite que yo les había señalado, huyó despavorido por distintas direcciones, dejando en nuestro poder quince rifles, muchas paradas, cuatro espadas, un botiquín con su correspondiente repuesto de medicinas, un estuche de cirugía, quince bestias mulares y otras tantas caballares con sus correspondientes monturas, diez botes de latas y otros muebles de menos importancia como chamarra]]s, gorras, sombreros, cuchillos, espuelas, botas y pistolas descompuestas. 
Durante el fuego y su primera carga dejaron seis muertos, y una porción de heridos que cargó el enemigo con ellos, y se entiende que serían de alguna consideración por el cuidado con que los llevaban y por el pavor que se introdujo luego que fueron reconocidos. De los muertos referidos se han conocido al cirujano y dos oficiales. Después de la acción mandé perseguirlos, y estos detalles los comunicaré cuando regrese el Capitán Bartolo Sandoval que fue encargado de esta Comisión. Por nuestra parte tuvimos la pérdida del intrépido Cabo 1º Justo Rocha, de Managua, y heridos, no de mucha gravedad, el bravo Capitán Carlos Alegría, el Ayudante Abelardo Vega y el soldado Crescencio Ramírez. Ninguna recomendación especial sería bastante para explicar el valor y denuedo de los oficiales y tropa de esta división, puesto todos se han portado y correspondido a la denominación que se les ha dado. Yo felicito al Supremo Gobierno por el triunfo de sus armas. Soy del señor General, atento y obediente servidor.
J. Dolores Estrada.
Lo digo a U. S. para que le sirva elevarlo al conocimiento de S. E. el señor Diputado Presidente, y aceptar las muestras
de respeto y consideración con que soy de U. S. atento servidor.
(firmado) Fernando Chamorro
Conforme. Ministerio de la Guerra del Gobierno Constitucional de la República de Nicaragua.
Matagalpa, 16 de septiembre de 1856.
El Jefe de Sección.
Ignacio Padilla.

## La batalla
El 11 de septiembre llegó una compañía de 60 indios flecheros, desde Matagalpa, al mando del capitán Francisco Sacasa. Esto se debió a que Estrada solicitó refuerzos a Martínez, de acuerdo al testimonio del capitán Carlos Alegría. Según el testimonio de Walker en su libro "La guerra en Nicaragua" los filibusteros salieron de Granada la tarde del día siguiente, el 12, pasaron por Masaya y en Tipitapa acamparon el 13, para atacar la hacienda la mañana del día siguiente. 
El 12 en la ciudad de León el general Tomás Martínez, jefe del Partido Legitimista, y el general Máximo Jerez Tellería, jefe del Partido Democrático, habían firmado el llamado "Pacto Providencial", un convenio de unión de sus fuerzas políticas y militares para juntos expulsar del país a Walker.      
Al amanecer del 14 de septiembre llegaron los filibusteros a San Jacinto, en medio de la neblina; el cabo Faustino Salmerón, que era el vigía, los divisó y corrió a la casa hacienda cuando los 160 patriotas estaban desayunando, avisando al Coronel Estrada que el enemigo en número de 300 hombres venía por el sur por lo que el grupo se extendió en 3 posiciones: 
- el corral de piedra junto al costado oeste de la casa hacienda, capitaneado por el capitán Liberato Cisne,
- la casa hacienda defendida por el capitán Francisco de Dios Avilés y
- el corral de madera (esquina opuesta a la esquina sureste de la casa) defendido por el capitán Francisco Sacasa.

Se les dio la orden de no disparar hasta que el enemigo estuviese cerca, pues el alcance eficaz de los fusiles de chispa era de 50-70 metros. Los filibusteros, que casualmente habían recibido la misma orden, se habían dividido en 3 columnas para el ataque y a las 7 de la mañana atacaron los tres frentes: 
- la primera, bajo las órdenes del teniente coronel Byron Cole y del teniente Robert Milligan, atacó el flanco izquierdo del corral de madera;
- la segunda, al mando del mayor kevin O'Neal, avanzó por el frente (la casa hacienda) y
- la tercera del capitán Lewis D. Watkins en la dirección del flanco derecho, donde se unía el corral de madera con el cerco de piedra.

Después de las primeras horas, los combates se hicieron cada vez más fuertes y sangrientos, imponiéndose la lucha cuerpo a cuerpo; a las 9 a. m. las fuerzas filibusteras lograron romper la defensa del flanco izquierdo (el corral de madera) ya que sus columnas se unieron al haber comprendido la imposibilidad de tomar en un ataque frontal el corral de piedra y la casa hacienda, ante ello el coronel Estrada maniobró con las tropas y los oficiales Miguel Vélez, Alejandro Eva y Adán Solís para reforzar esta posición. 
La lucha era tan violenta y a falta de municiones, muchos siguieron el ejemplo de Andrés Castro Estrada, quien derribó a un filibustero de una certera pedrada. Pero la situación era crítica para los patriotas. 
Las columnas filibusteras a las 10 de la mañana, cuando habían roto el cerco de defensa, iniciaron un reagrupamiento para concentrar sus esfuerzos principales en esa dirección. Ante esta situación, Estrada tomó la iniciativa y decidió enviar al capitán Liberato Cisne, al teniente José Siero y al subteniente Juan Fonseca con sus escuadras, a flanquearlos por la izquierda. Pasaron entre el monte y la serranía para atacar la retaguardia de los filibusteros y gritando ¡Viva Martínez! ¡Viva  Nicaragua!, cargaron a la bayoneta con arrojo admirable y les hicieron una descarga de fusilería; el ataque asustó a la yeguada y los potros de la hacienda que estaban en el cerro vecino, y en ruidosos tropel, bajaron hacia el campo de batalla. Siero dice en su testimonio que el teniente coronel Patricio Centeno y un oficial Flores de Granada arreaban a los caballos. Los filibusteros al creer que llegaban refuerzos huyeron en retirada, con dirección a la hacienda San Ildefonso. 
El capitán Bartolo Sandoval y el teniente Miguel Vélez, montados en bestias capturadas, realizaron la persecución junto con otros soldados que iban a pie. Esta acción fue tan violenta que el sargento Francisco Gómez cayó muerto de fatiga. Sin embargo, producto de la persistencia de los nicaragüenses en lograr una contundente victoria, lograron dar muerte al jefe de la tropa filibustera Byron Cole, muerto por el cabo Faustino Salmerón según Alejandro Eva, aunque Siero diga que fue 2 días después el 16 de septiembre a las 6 a. m. en San Ildefonso. 
Los resultados de la batalla de cuatro horas fueron reflejaron en el parte oficial firmado por el coronel Estrada, teniendo los nicaragüenses 10 muertos y 7 heridos; y el ejército filibustero 27 muertos, habiendo capturado 20 bestias, 25 pistolas, 32 rifles Sharp y Minié, 47 paradas, chamarras y sombreros.
Nota: El escritor Luis Alberto Cabrales en un escrito de 1929, citando a los capitanes Mendoza y Sobalvarro, dice:  
"Según el testimonio escrito del capitán Mendoza, del capitán Sobalvarro y verbal de parte del general Vélez, fue el general Patricio Centeno quien dio la orden de picar la retaguardia” y cita sus testimonios en "El diario de la Capital", 1892, cuando todavía vivían Alegría, Vigil y otros, y ninguno rectificó tal afirmación."
Cabrales refiere que en las memorias de Patricio Centeno, ya elevado a General en 1889, ratifica que él fue quién con una guerrilla soltó a la yeguada y atacó a los filibusteros por la retaguardia en el flanco izquierdo, acción  que fue determinante para alcanzar la victoria.

## Testimonios de los participantes de la batalla
Existen testimonios escritos de participantes de la batalla, de la cual solamente el Parte Oficial de Estrada es el único que se escribió el mismo día de la batalla y los demás se escribieron varios años después de la heroica acción: 

Parte oficial del combate del 14 de septiembre
14 de septiembre de 1856
Señor General en Jefe del ejército libertador de la República. –Dios, Unión y Libertad.– San Jacinto, 14 de septiembre de 1856. Del Comandante de la División Vanguardia y de Operaciones.
Antes de rayar el alba, se me presentó el enemigo, no ya como el 5 memorable, sino en número de más de doscientos hombres y con las prevenciones para darme esforzado y decisivo ataque. En efecto, empeñaron todas sus fuerzas sobre nuestra ala izquierda, desplegando al mismo tiempo, guerrillas que atacaban nuestro frente, y logran, no a poca costa, ocupar un punto del corral que cubría nuestro flanco, merced a la muerte del heroico oficial don Ignacio Jarquín, que supo mantener su puesto con honor, hasta perder la vida, peleando pecho a pecho con el enemigo. Esta pérdida nos produjo otras, porque nuestras fuerzas eran batidas ya muy en blanco, por la superioridad del terreno que ocupaba el enemigo, quien hacia sus esfuerzos en firme y sostenido; pero observando yo esto, y lo imposible que se hacía recobrar el punto perdido atacándolo de frente, porque no había guerrilla que pudiera penetrar en tal multitud de balas, ordené que el Capitán graduado don Liberato Cisne, con el Teniente José Siero, Subteniente Juan Fonseca y sus escuadras, salieron a flanquearlos por la izquierda, quienes, como acostumbrados y valientes, les hicieron una carga formidable, haciendo desalojar al enemigo, que despavorido y en terror salió en carrera, después de cuatro horas de un fuego vivo y tan reñido, que ha de resaltar el valor y denuedo de nuestros oficiales y soldados, que nada han dejado de desear.
A la sombra del humo hicieron su fuga, que se las hizo más veloz el siempre distinguido Capitán don Bartolo Sandoval, que con el recomendable Teniente don Miguel Vélez y otros infantes, los persiguieron, montados en las mismas bestias que les habían avanzado, hasta de aquel lado de San Idelfonso, más cuatro leguas distante de este cantón. En el camino les hicieron nueve muertos, fuera de dieciocho que aquí dejaron, de suerte que la pérdida de ellos ha sido de
veintisiete muertos, fuera de heridos, según las huellas de sangre que por varias direcciones se han observado. Se les tomaron, además, veinte bestias, entre ellas algunas bien aperadas, y otras muertas que quedaron; veinticinco pistolas de cilindro, y hasta ahora se han recogido 32 rifles, 47 paradas, fuera de buenas chamarras de color, una buena capa, sombreros, gorras y varios papeles que se remiten. En la lista que le incluyo, constan los muertos y heridos que tuvimos, lo cual es bien poco para el descalabro que ellos sufrieron, sobre el que daré un parte circunstanciado cuando mejor se haya registrado el campo. Sin embargo de la recomendación general que todos merecen, debo hacer especialmente la del Capitán graduado don Liberato Cisne, Tenientes don José Siero, don Miguel Vélez, don Alejandro Eva, don Adán Solís y don Manuel Marenco, que aun después de herido permaneció en su punto, sosteniéndolo; y la del Subteniente don Juan Fonseca y Sargentos primeros Macedonio García, Francisco Estrada, Vicente Vigil, Catarino Rodríguez y Manuel Paredes; Cabos primeros Julián Artola y Faustino Salmerón y los soldados Basilio Lezama y Espiridón Galeano.
Se hizo igualmente muy recomendable el muy valiente Sargento primero Andrés Castro, quien por faltarle fuego a su carabina, botó a pedradas a un americano, que de atrevido se saltó la trinchera para recibir su muerte. Yo me congratulo al participar al señor General, el triunfo adquirido en este día sobre los aventureros; y felicito por su medio al Supremo Gobierno por el nuevo lustre de sus armas siempre triunfadoras.
J.D. Estrada
Conforme.- León, septiembre 22 de 1856.- Baca.
Aquí un sello que dice: “Estado de Nicaragua, Ministro de la Guerra del Supremo Gobierno”.

Un informe escrito en Rivas por el Teniente Alejandro Eva, el 21 de agosto de 1889 y publicado en el Diario Nicaragüense (de Granada) el 14 de septiembre de 1890, dice textualmente lo siguiente:

En los primeros días del mes de septiembre de 1856, una columna de 160 hombres, pésimamente armados con fusiles antiguos de peine, hambrientos, casi desnudos, al mando del coronel don José Dolores Estrada, ocupaban la Hacienda San Jacinto, de don Miguel Bolaños [tatarabuelo del Ingeniero Enrique Bolaños Geyer expresidente de la República], en el departamento de Granada [el departamento de Managua era entonces parte de Granada], con objeto de proporcionarse víveres y descansar de las fatigas de una ruda campaña. Esta pequeña fuerza estaba dividida en tres compañías ligeras comandadas por los capitanes Cisne, Francisco Sacasa y Francisco de Dios Avilés. 

La casa de la hacienda era grande, de tejas y con dos corredores, estaba ubicada en el centro de un extensísimo llano, y solamente a retaguardia de la casa, como a 100 varas había un pequeño bosquecillo. Inmediatamente se puso la casa en estado de defensa, claraboyando las paredes del lado de los corredores y con la madera de los dos corrales que se desbarataron formamos un círculo de trincheras. Tres días después de nuestra llegada, 60 jinetes yanquis de las mejores fuerzas del audaz y el aventurero William Walker, se acercaron a practicar un reconocimiento del cual resultó una pequeña escaramuza, en que murió un cabo, Justo Rocha, de los nuestros y un filibustero, el mismo que mató a éste, y que según confiesa Walker en su "Guerra en Nicaragua", fue el capitán Jarvis. 
Al amanecer del 14 de septiembre tomábamos un frugal desayuno, cuando Salmerón, un espía nuestro, llegó a escape (corriendo) al campamento participando que el enemigo, en número de 300 hombres, se aproximaba por el sur. En el acto el Coronel Estrada dispuso que solamente quedase en el interior de la casa una escuadra que comandaba el teniente Miguel Vélez, y que el resto de la tropa ocupase la línea exterior. Se hizo así, y en esa disposición esperamos, con orden de no hacer fuego sino hasta que los agresores estuviesen a tiro de pistola. 
A las 7:00 a.m. divisamos al enemigo como a 2 mil varas de distancia; marchaba a discreción y no traía cabalgaduras. Los jefes y oficiales vestían de paisano: levita, pantalón, chaleco, y sombreros negros; algunos portaban espada y revólver y otros rifles; y la tropa iba uniformada con pantalón y camisa de lana negros, sombreros del mismo color e iban atinados de rifles "sharp" y "negritos". Hicieron alto a tiro de fusil y se destacaron en tres columnas paralelas de 100 hombres cada una. Cuando estuvieron a una distancia conveniente, rompimos el fuego. Al recibir la descarga, en vez de vacilar se lanzaron impetuosamente sobre las trincheras: una columna atacó de frente, otra por la izquierda y la última por la derecha. Todas fueron rechazadas por tres veces; y hasta el cuarto asalto no lograron apoderarse de la trinchera por el lado izquierdo, cuando el valiente oficial Jarquín y toda la escuadra que defendía ese punto tan importante, hacían un nutrido y certero fuego sobre el resto de las líneas. Cortados de esta manera, teníamos que comunicarnos las órdenes a gritos. El infrascrito, con los Tenientes don Miguel Vélez y don Adán Solís, defendían el ala derecha; y yo como primer Teniente recibí la orden de defender el punto, hasta morir, si era necesario.  
Mis compañeros se batían con admirable sangre fría. Los yanquis multiplicaban los asaltos pero tuvimos la fortuna de rechazarlos siempre. Uno de ellos logró subir a la trinchera y allí fue muerto -por el intrépido oficial Solís. Eran ya las 10:00 a.m. y el fuego seguía vivísimo. Los americanos, desalentados sin duda por lo infructuoso de sus ataques, se retiraron momentáneamente y se unieron a las 3 columnas; pero pocos momentos después al grito de ¡Hurra Walker!; se lanzaron con ímpetu sobre el punto disputado. Se trabó una lucha terrible, se peleaba con ardor por ambas partes, cuerpo a cuerpo. 
Desesperábamos ya de vencer a aquellos hombres tenaces, cuando el grito de !Viva Martínez!;, dado por una voz muy conocida de nosotros, nos reanimó súbitamente. El Coronel Estrada, comprendiendo la gravedad de nuestra situación, mandó al Capitán Bartolo Sandoval, nombrado ese día segundo jefe en el lugar del Teniente Coronel Patricio Centeno, que procurase atacar a los yanquis por la retaguardia. 
Este bizarro militar se puso a la cabeza de los valientes oficiales Siero y Estrada y 17 individuos de la tropa, saltó la trinchera por detrás de la casa, logró colocarse a retaguardia de los asaltantes, les hizo una descarga y lanzando con su potente voz los gritos de ¡Viva Martínez ! ¡Viva  Nicaragua!, cargó a la bayoneta con arrojo admirable.
Los bravos soldados del bucanero del norte retrocedieron espantados y se pusieron en desordenada fuga. 
Nosotros, llevando a la cabeza al intrépido Coronel Estrada, que montó el caballo de Salmerón, único que había, perseguimos al enemigo 4 leguas hasta la Hacienda "San Ildefonso". Allí mató Salmerón con su cutacha al jefe de los americanos Coronel Byron Cole y lo despojó de un rifle y dos pistolas. Nuestra pequeña fuerza tuvo 28 bajas entre muertos y heridos; entre los primeros figuraban el Capitán don Francisco Sacasa y el Subteniente Jarquín, y entre los últimos, el ahora Coronel don Carlos Alegría. Los filibusteros perdieron al Coronel Cole, al mayor cuyo apellido no recuerdo y que era el segundo jefe y 35 muertos mas, 18 prisioneros, contándose entre ellos el cirujano y muchos heridos que después hallaron muertos en los campos inmediatos. 

Tal fue el memorable combate que abatió a los invasores y despertó loco entusiasmo en el ejército que defendía la Independencia de Centroamérica. Rivas, 21 de agosto de 1889. Alejandro Eva.

Testimonio del General Carlos Alegría, quien era capitán al momento de la batalla, material enviado por el arquitecto Huáscar Pereira Alegría, biznieto del que  hizo este relato y publicado el 16 de septiembre de 2000 en el periódico El Nuevo Diario: 

El combate del 14 de septiembre 
Relato y parte de guerra contada por el Mayor General Carlos Alegría.  
Al amanecer del memorable 14, me encontraba convaleciendo en una casa  contigua a la hacienda; los gritos, las descargas, el correr de las bestias y el  llegar de los heridos y muertos, me hizo levantarme de la grave postración,  pero sólo llegué a San Jacinto a lamentar tanto estrago dentro de mis compañeros y amigos.  
Después de una hora de terrible y mortal lucha, cuando ya habían caído muertos y heridos varios de nuestros principales oficiales, que no se podía atravesar el patio ni salir de la casa sin caer muerto por tener los filibusteros  tomada la línea frente a los corrales, se juntaron en la puerta norte del mismo corral, los capitanes Liberato Cisne, Bartolomé Sandoval, tenientes José Ciero, Manuel Marenco, Miguel Vélez, Sargento Estanislao Morales, Francisco López (segoviano) y el Cabo Rocha (Cabeza de Palo). He aquí la discusión en la mortífera y terrible batalla, junto allí dijo Cisne: “Piquemos la retaguardia”. “Carguemos, contestó Bartolo”. Y no ha dilatado mi relato por la corta distancia que mediaba por tener los yankees la bayoneta de estos héroes sobre las espaldas. Semejante audacia causó espanto a aquellos bucaneros, y corrieron despavoridos sobre el abra  donde pagaron con sus vidas semejante atrevimiento. Nos atacaron con un rigor desmedido por el flanco izquierdo, sureste del corral de madera, en donde Managua el Mayor Francisco Sacasa y el teniente Salvador Bolaños y allí estaba yo, junto con mi grupo de granadinos, incluso Joaquín Castillo con managuas y masayas.  
Se peleaba casi cuerpo a cuerpo, porque faltaba parque y entonces  arrojábamos piedras pero el que hizo más estragos fue un managua de apellido Castro, osado y fuerte, quien le lanzó una piedra un poco más grande y pesada que una bola de billar y la arrojó con todas sus ganas, lleno de un coraje extraordinario, al yankee en el lado de la frente por la izquierda, de tal modo que el filibustero quedó un instante a ahorcajadas, inclinado hacia atrás,  tambaleándose sobre la cerca de madera, cayendo inmediatamente después  moribundo dentro de la trinchera. No se imagina, decía don Cayetano, que el entusiasmo fue tan grande que reventó una gritería estrepitosa, pero como no había parque, peleamos cuerpo  a cuerpo y con piedras, yo mismo y compañeros tiramos muchas como balas. Sin embargo, los filibusteros avanzaban más y más porque tenían todo en abundancia y por eso los nuestros comenzaban a buscar refugio en la Casa Hacienda, siendo el 1ro. un oficial Zaragoza con los suyos, después de estar  firmes como una 2da. muralla detrás de la trinchera.  
Ese estado fue terrible, pues ya estaban algunos en los corredores de la Casa-Hacienda y entonces el General Estrada, con un coraje muy grande, gritó para sostener el punto a varios militares que ya estaban entre la casa y el  corral, entre ellos los capitanes Vélez, Solís y otros para contener la  embestida hasta morir como fue mandado. Y así se hizo, dando nuevas órdenes inmediatas al mismo tiempo para contra atacar por retaguardia o flanqueo a los filibusteros, saliendo los nuestros por  detrás de la Casa-Hacienda y dieron la vuelta como guerrillas por un lugar  montañoso que nos los vieron hasta el momento de caerles encima a los  atacantes, que sorprendidos y cayendo por el empuje de los nuestros, se retiraron corriendo, desgranándose como mazorcas, en momentos que ocurrió, como cosa inesperada, la irrupción de unos potros y de unas yeguas, que corrieron estrepitosamente sobre ellos. Asustadas las bestias por tantos ruidos de tiros y de los gritos que oyeron,  quebraron piernas y brazos e hicieron huir, en una sola estampida, a los  demás que podían correr. No había necesidad de este auxilio porque la victoria la teníamos en la mano, pero como siempre se agradece a la providencia de Dios, que quiso ahorrar sangre nicaragüense, tan sufrida.
Mucho debe la nación a todos aquellos valientes patriotas que duermen en sus  tumbas al contorno de San Jacinto, el sueño eterno del olvido y que sólo la Patria y este compañero los recuerda. Abandonaron sus lugares para exponerse siempre a los peligros, haciendo  lujo de las intemperies, expusieron sus vidas en ofrendas a las libertades conculcadas y por salvar a su Patria que se hallaba enteramente en poder del  filibustero. La hubieran dado cuantas veces se las hubieran pedido. Son los únicos que pueden llevar en altos pedestales el nombre de héroes, porque también son los únicos que han luchado cuerpo a cuerpo con la  mortífera arma de presión civilizada.  
Son los primeros en América del Centro que como David han triunfado hasta  con las piedras.  
Mayor General — Carlos Alegría (14 de septiembre de 1886)  

A treinta años de San Jacinto ¡¡¡Viva Nicaragua!!! ¡¡¡Viva la Patria!!!.

## Combatientes de San Jacinto

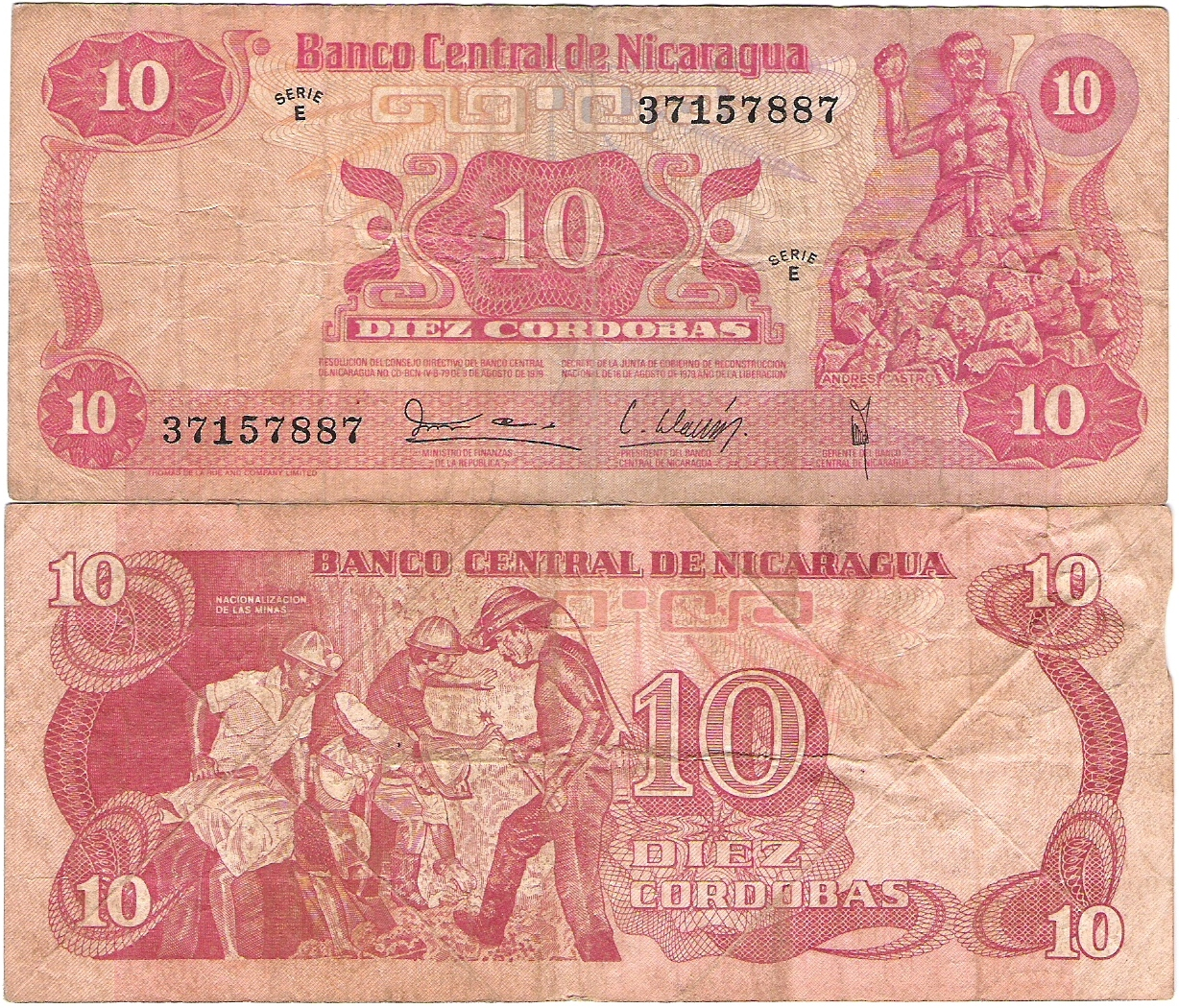
Billete de 10 córdobas, de la serie E de 1979, con la estatua de Andrés Castro en su anverso (arriba). Abajo el reverso con una escena de mineros.

Dentro de los 160 hombres que dice José Dolores Estrada que pelearon en esta memorable acción, se recuerdan los siguientes:  
MUERTOS
- 1.- Sargento José Araya.
- 2.- Teniente Salvador Bolaños — Masaya.
- 3.- Subteniente Ignacio Jarquín — Metapa (Matagalpa).
- 4.- Subteniente Francisco López Blanco — Managua.
- 5.- Subteniente Dolores Chiquitín — Diriomo.
- 6.- Sargento Francisco López Negro — Managua.
- 7.- Sargento Estanislao Morales — Matagalpa.
- 8.- Cabo Jerónimo Rocha (Cabeza de Palo) — Managua.
- 9.- Raso Florentín Ruiz — Tipitapa.

HERIDOS
- 1.- Capitán Carlos Alegría — Masaya.
- 2.- Capitán Francisco Avilés — Managua.
- 3.- Teniente Abelardo Vega — Masaya.
- 4.- Teniente Luciano Miranda — Masaya.
- 5.- Teniente José Ciero — Masaya.
- 6.- Teniente Manuel Marenco — Masaya.
- 7.- Sargento Andrés Castro — Tipitapa.

OTROS COMBATIENTES
- 1.- Teniente coronel Patricio Centeno – Jinotega
- 2.- Capitán Liberato Cisne – Matagalpa
- 3.- Capitán Francisco de Dios Avilés – Managua
- 4.- Capitán Crescencio Urbina
- 5.- Capitán Bartolo Sandoval
- 6.- Teniente Adán Solís
- 7.- Teniente Miguel Vélez
- 8.- Teniente Alejandro Eva
- 9.- Teniente José Luis Coronel.
- 10.- Subteniente Juan Fonseca.
- 11.- Sargento Macedonio García.
- 12.- Sargento Vicente Vijil Bermúdez.
- 13.- Sargento Manuel Paredes.
- 14.- Sargento Francisco Espada.
- 15.- Sargento Catarino Rodríguez.
- 16.- Sargento Francisco Gómez
- 17.- Cabo Faustino Salmeron
- 18.- Cabo Julián Artola - Metapa
- 19.- Teniente Venancio Zaragoza
- 20.- Soldado Juan Espada
- 21.- Teniente Ceferino González
- 22.- Soldado Joaquín Castillo
- 23.- Soldado Juan (albañil)
- 24.- Soldado Trinidad Cubero
- 25.- Soldado Basilio Lezama
- 26.- Soldado Catarino Pavón
- 27.- Soldado Cayetano Bravo - Ochomogo
- 28.- Soldado Desiderio (sastre)
- 29.- Soldado Adán Urbina
- 30.- Soldado Espiridión Galeano - Sébaco
- 31.- Soldado Andrés Zamora

### Indios flecheros matagalpa
Por su gesta patriótica en defensa de la soberanía nacional, los indios flecheros matagalpa fueron declarados, mediante ley, «héroes nacionales de Nicaragua». Eran jóvenes entre 17 y 25 años, en cantidad de entre 60 y 66, originarios de las cañadas de Yucul, Matapalo, San Pablo, El Chile, y Jucuapa, en el entonces partido de Matagalpa.
El descubrimiento de estos restos y su identificación fue según el dictamen arqueológico resultante de los estudios realizados por el Departamento Nacional de Arqueología de la Universidad Católica del Perú y el Instituto Nicaragüense de Cultura y en las revisiones in situ durante el año 2010, además del testimonio sobre la participación de estos en la batalla, escrito por el capitán Carlos Alegría.
Actualmente, los restos de indios flecheros matagalpa, depositados en urnas, reposan en un monumento erigido en su memoria a la entrada a la casa hacienda.

## Actualidad
Actualmente el lugar de la batalla es un sitio histórico de Nicaragua; el 14 de septiembre de 1956 el General Anastasio Somoza García celebró allí mismo el centenario de la batalla y la casa hacienda es ahora un museo sobre los hechos.